# Frank Eijken
Frank Eijken (3 maart 1954) is een Nederlands voormalig sportbestuurder, vooral bekend als voorzitter van de Bestuursraad van AFC Ajax van 2020 tot 2023.

## Carrière bij AFC Ajax
Eijken was van 2003 tot 2011 lid van de Raad van Commissarissen (RvC) van Ajax. Hij trad in 2011 af ten tijde van de fluwelen revolutie bij Ajax.
In november 2019 werd hij voorgedragen als opvolger van Hennie Henrichs als voorzitter van de Bestuursraad. Hij trad begin 2020 aan en leidde de raad tot zijn aftreden in mei 2023. Hij trad samen met de rest van de bestuursraad vervroegd af vanwege interne conflicten over het beloningsbeleid van de Raad van Commissarissen. Eijken zakt geen vertrouwen meer bij de leden in zijn beleid en trad daarom af.
Zijn opvolger was Ernst Boekhorst die in september 2023 aantrad.

## Carrière buiten Ajax
Buiten zijn werkzaamheden bij Ajax is Eijken actief in de media. Zo is hij werkzaam geweest in bestuurlijke functies bij SBS, RTL, Radio 10 en heeft hij een eigen bedrijf genaamd Eijken Management & Consultancy. Daarnaast is hij betrokken bij verschillende maatschappelijke en culturele initiatieven.